# 9 Gwardyjski Korpus Strzelecki
9 Gwardyjski Korpus Strzelecki (ros. 9 гвардейский стрелковый корпус)  – wyższy związek taktyczny Armii Czerwonej.
9 Gwardyjski Korpus Strzelecki powstał w 1942. W czasie walk na ziemiach polskich 9 Gwardyjski Korpus Strzelecki dowodzony był przez gen. por. Grigorija Chaluzina. Uczestniczył m.in. w złamaniu oporu armii niemieckiej w Grodzisku Mazowieckim, Człopie, Choszcznie i Dąbiu pod Szczecinem, przyczyniając się do zakończenia władzy III Rzeszy na tym terenie. Korpus szlak bojowy zakończył 30 czerwca 1945 w rejonie Wittenbergu, walcząc w składzie 61 Armii.

## Dowódcy korpusu
- gen. mjr Konstantin Erastow (25.05.1942 - 04.06.1942)
- gen. mjr Nikołaj Kiriuchin (05.06.1942 - 05.10.1942)
- gen. mjr Arkadij Borejko (03.11.1942 - 08.02.1944)
- gen. mjr Michaił Popow (09.02.1944 - 21.07.1944)
- gen. por. Grigorij Chaluzin[4] (23.07.1944 - 25.04.1945)
- gen. por. Afanasij Szemienkow (26.04.1945 - 09.05.1945)[1]

## Struktura organizacyjna
Skład 16 kwietnia 1945:
- 12 Gwardyjska Dywizja Piechoty
- 75 Gwardyjska Dywizja Piechoty
- 415 Dywizja Piechoty